# Каткарт, Джордж
Джордж Каткарт (англ. George Cathcart; 12 мая 1794, Ренфрушир, Шотландия — 5 ноября 1854, Инкерман, Российская империя) — британский военачальник, генерал-майор (11 ноября 1851), генерал-адъютант (12 декабря 1853), участник Крымской войны.

## Биография
Младший сын генерала и дипломата Уильяма Каткарта.
В 1813 и 1814 годах находился в главной квартире союзников и собранные при этом интересные наблюдения изложил в сочинении: «Commentaries on the war in Russia and Germany in 1812 and 1813» (L., 1850). В 1815 году участвовал в битве при Ватерлоо.
Командовал войсками, подавившими Канадское восстание.
В 1852 году Каткарт был послан в Капскую колонию и руководил там военными действиями против кафров (коса), о чём его сочинение «Correspondence relative to his military operations in Kaffraria» даёт много интересной информации.
В Крымскую войну командовал 4-й дивизией британской армии и был убит в битве при Инкермане.
Ж. Эрбе писал: 
«Английский генерал Каткар был ранен ядром в верхнюю часть бедра и с трудом держался на лошади, и когда офицеры его свиты упрашивали сойти с лошади и сделать перевязку, он сказал: „Оставьте меня, надобно показать английским солдатам, как умеют умирать их генералы“… и с нечеловеческими усилиями, выехал перед фронт своей части, спокойный, с поднятою вверх головою, с гордым взглядом… но у последних рядов, упал с лошади мёртвый!..»
Через некоторое время был убит заменивший его командир 1-й бригады Т. Ли-Голди.
Похоронен неподалёку на английском военном кладбище на холме, названном в честь генерала холмом Каткарта.
После гибели Каткарта, как писал известный южноафриканский писатель Зэйкс Мда, «люди впервые услышали о русских. И хотя англичане настаивали, что русские такие же белые, как и они сами, амакоса знали, что это ложь. Русские — чёрный народ. Это духи воинов амакоса, которые погибли в разных войнах против английских колонизаторов».